# Zanclopera anceps
Zanclopera anceps är en fjärilsart som beskrevs av Eugen Wehrli 1938. Zanclopera anceps ingår i släktet Zanclopera och familjen mätare. Inga underarter finns listade i Catalogue of Life.